# Donje Stopanje
Donje Stopanje je naselje u gradu Leskovcu, Jablanički upravni okrug, Srbija. Prema popisu iz 2022. godine u Donjem Stopanju je živio 971 stanovnik. Srbijanski nogometaš Duško Tošić je po materi podrijetlom iz Donjeg Stopanja, suprug srbijanske pjevačice Jelene Karleuše.